# Le Parcq
Le Parcq je francouzská obec v departementu Pas-de-Calais v regionu Hauts-de-France. V roce 2010 zde žilo 794 obyvatel.

## Vývoj počtu obyvatel
Počet obyvatel 